# Aedes fuscinervis
Aedes fuscinervis är en tvåvingeart som först beskrevs av Edwards 1914.  Aedes fuscinervis ingår i släktet Aedes och familjen stickmyggor. Inga underarter finns listade i Catalogue of Life.